# Nagercoil
Nagercoil è una suddivisione dell'India, classificata come municipality, di 208.149 abitanti, capoluogo del distretto di Kanyakumari, nello stato federato del Tamil Nadu. In base al numero di abitanti la città rientra nella classe I (da 100.000 persone in su).

## Geografia fisica
La città è situata a 8° 10' 0 N e 77° 25' 60 E e ha un'altitudine di 12 m s.l.m.. 

## Società

### Evoluzione demografica
Al censimento del 2001 la popolazione di Nagercoil assommava a 208.149 persone, delle quali 103.075 maschi e 105.074 femmine. I bambini di età inferiore o uguale ai sei anni assommavano a 18.973, dei quali 9.797 maschi e 9.176 femmine. Infine, coloro che erano in grado di saper almeno leggere e scrivere erano 177.080, dei quali 89.662 maschi e 87.418 femmine.